# نينا بوجيتشفيتش
نينا بوجيتشفيتش مواليد 10 يناير 1989 في بلغراد، جمهورية يوغوسلافيا الاشتراكية الاتحادية، هي لاعبة كرة سلة صربية. بدأت مسيرتها الاحترافية في سنة 2008. تلعب في الدوري الإسباني لكرة السلة للسيدات. حققت المركز الثاني في كرة السلة في ألعاب البحر الأبيض المتوسط 2009. لعبت مع نادي كريف لكرة السلة للسيدات في الدوري الإسباني لكرة السلة للسيدات.

## الميداليات
| الميدالية | المسابقة                                     |
| --------- | -------------------------------------------- |
| فضية      | كرة السلة في ألعاب البحر الأبيض المتوسط 2009 |

## روابط خارجية
- نينا بوجيتشفيتش على موقع كرة السلة الأوروبية.كوم (الإنجليزية)